# リサ・ロバーツ・ギラン
リサ・ロバーツ・ギラン（Lisa Roberts Gillan）は、アメリカ合衆国の女優。兄のエリック、妹のジュリア、姪のエマも俳優。

## 出演作品
- プリティ・ブライド（エレイン）